# Club Natació Sabadell
Il Club Natació Sabadell è una società polisportiva spagnola con sede a Sabadell, nei pressi di Barcellona. Si tratta di una delle società sportive catalane con più grandi per numero di soci iscritti: oltre 25.000. Dispone di un budget di 13 milioni di euro.

## Storia
Il Club Natació Sabadell fu fondato nel 1916 da Joan Valls y Vidal.
Nel 1918 il club costruì quella che fu la prima piscina ad acqua dolce in tutta la Spagna. Da allora il club non smise di crescere e nel 1959 inaugurò la piscina coperta che è tuttora in funzione. Nel 2001 vennero infine inaugurate le nuove piscine.
Il club ha organizzato diverse manifestazioni sportive nel corso della sua storia, fra le quali spiccano il campionato spagnolo di pallanuoto del 1946 e la Coppa d'Europa di nuoto del 1989.

## Sezioni
Il club è attivo in 20 sport, anche paralimpici: Nuoto, Nuoto sincronizzato, Masters, Nuoto paralimpico, Aikidō, Pallanuoto, Atletica leggera, Calcio a 5, Ginnastica, Pallacanestro, Squash, Frontón, Pallavolo, Pétanque, Scacchi, Padel, Tennis, Tennis tavolo e Triathlon.

### Nuoto
Molti nuotatori di caratura internazionale hanno fatto parte del Sabadell come i nuotatori Santiago Esteva Escoda, Martín López Zubero, David Meca, Nina Zhivanevskaia e Lourdes Becerra, Mireia Belmonte, Aschwin Wildeboer.

### Nuoto sincronizzato
Le sincronette di spicco della squadra sono Ona Carbonell e Gemma Mengual, che hanno gareggiato ai Giochi olimpici di Rio de Janeiro 2016.

### Pallanuoto

#### Squadra femminile
La squadra di pallanuoto femminile con venti scudetti, diciotto Coppe della Regina e undici Supercoppe di Spagna è una delle più titolate della Spagna. A livello internazionale vanta sei Euroleghe e tre Supercoppe d'Europa.

#### Squadra maschile
La squadra di pallanuoto maschile è nata quasi parallelamente alla fondazione del club. Nel suo palmarès vanta tre Coppa del Re, quattro Supercoppe di Spagna e una LEN Euro Cup.

## Triathlon
Il triatleta più noto del club è Miquel Blanchart, vincitore degli europei di lunga distanza di Tampere 2011.

## Sportivi olimpici
- Londra 1948: Joan Serra
- Helsinki 1952: Joan Serra
- Roma 1960: Isabel Castañé e Miquel Torres
- Tokyo 1964: María Ballesté, Isabel Castañé e Miquel Torres
- Città del Messico 1968: Miquel Torres, Vicenç Brugat, Josep Duran, Santiago Esteva Escoda e M. Pau Corominas
- Monaco di Baviera 1972: Jordi Comas e Antoni Culebras
- Montréal 1976: Jordi Comas, Santiago Esteva Escoda e Magda Camps
- Barcellona 1992: Martín López Zubero, Lourdes Becerra e Elisenda Pérez
- Atlanta 1996: Martín López Zubero e Lourdes Becerra
- Sydney 2000: Dani Ballart, Lourdes Becerra, Nina Zhivanevskaia, Frederik Hviid e Jorge Ulibarri
- Atene 2004: Dani Ballart, Sergi Pedrerol, Jesús Rollán, Gustavo Marcos, Jorge Sánchez, Olaf Wildeboer, Aschwin Wildeboer e Melissa Caballero
- Pechino 2008: Aschwin Wildeboer, Sergio García Ortiz, e Arantza Ramos
- Londra 2012: Mireia Belmonte, Aschwin Wildeboer, Maica García, Mati Ortiz, Jennifer Pareja, Anni Espar, Laura Ester, Pilar Peña, Judit Ignacio, Iñaki Aguilar, Iván E. Pérez, Clàudia Dasca, Concepción Badillo e Lydia Morant
- Rio de Janeiro 2016: Maica Garcia, Mati Ortiz, Anni Espar, Laura Ester, Pilar Peña, Judith Forca, Clara Espar, Judit Ignacio, Fátima Gallardo, Erika Villaécija, Ona Carbonell, Gemma Mengual, Miguel Durán, Marc Sánchez e Aitor Martínez

## Sportivi paralimpici
- Londra 2012: David Levecq
- Rio de Janeiro 2016: Óscar Salguero

## Presidenti
| Nome                   | Periodo | Periodo   |
| Nome                   | Inizio  | Fine      |
| ---------------------- | ------- | --------- |
| Joan Valls Vidal       | 1916    | 1916      |
| Pere Mestre Montserrat | 1916    | 1920      |
| Jacint Martí Moragas   | 1920    | 1926      |
| Joan Cinca Sanmiquel   | 1926    | 1931      |
| Joan Agustí Maciá      | 1931    | 1932      |
| Josep Gisbert Castelló | 1932    | 1935      |
| Joan García Grau       | 1935    | 1937      |
| Jaume Cusidó Llobet    | 1937    | 1939      |
| Josep Gisbert Castelló | 1939    | 1940      |
| Jaume Sapés Morera     | 1940    | 1942      |
| Josep Taulé Godayol    | 1942    | 1944      |
| Josep Mañá Oliva       | 1944    | 1949      |
| Jaume Sapés Morera     | 1949    | 1953      |
| Antoni Monés Giner     | 1953    | 1961      |
| Josep Durán Godayol    | 1961    | 1969      |
| Vicenç Gracia Masaguer | 1969    | 1971      |
| Francesc Roca Hors     | 1972    | 1976      |
| Pere Morral Espinós    | 1976    | 1980      |
| Carles Ibars Montoriol | 1980    | 2003      |
| Carles Ruiz Fonrodona  | 2003    | 2011      |
| Miquel Torres Bernades | 2011    | 2016      |
| Claudi Martí Mortes    | 2017    | in carica |